# Chris Botti
Chris Botti (Portland, 1962. október 12. –), Grammy-díjas amerikai dzsessztrombitás.

## Pályafutása
Az olasz származású amerikai trombitás Portlandben született.
Sting zenekarának szólótrombitásaként vált ismertté, és 1999-től több mint két évig Stinggel dolgozott. Az első néhány évben a The Blue Nile ambient pop zenekar tagja volt. Olyan művészek zenésztársa volt, mint Barbra Streisand, Josh Groban, Paul Simon, Dave Koz, Jeff Lorber, Bill Bruford, Tony Levin, David Torn, Lee Ritenour, Burt Bacharach, Billy Kilson... 
A legnagyobb hatással Miles Davis művészete volt rá.

## Albumok
- 1995: First Wish
- 1997: Midnight Without You
- 1999: Slowing Down The World
- 2001: Night Sessions
- 2002: December
- 2003: A Thousand Kisses Deep
- 2004: When I Fall In Love
- 2005: To Love Again
- 2006: Live With Orchestra and Special Guests
- 2007: Italia
- 2009: Chris Botti in Boston
- 2011: This Is Chris Botti
- 2012: Impressions

## Díjak
- 2013: Grammy-díj; „Impressions” c. lemez